# Ronde van Italië 2020
De 103e editie van de Ronde van Italië werd verreden van 3 tot en met 25 oktober 2020. Aanvankelijk stond de Giro gepland van 9 t/m 31 mei, maar werd door de uitbraak van de coronapandemie uitgesteld. Ook de geplande Grande Partenza in Boedapest, Hongarije, werd geschrapt. Op de vernieuwde kalender viel de wedstrijd samen met de uitgestelde voorjaarsklassiekers en bovendien overlapte de derde week met de Vuelta a España die van start ging op 20 oktober.

## Etappeoverzicht
| Datum      | Etappe  | Start – Finish                            | Afstand (in km) | Type                | Winnaar            | Ploeg                  | Klassementsleider  |
| ---------- | ------- | ----------------------------------------- | --------------- | ------------------- | ------------------ | ---------------------- | ------------------ |
| 3 oktober  | 1       | Monreale – Palermo                        | 15,0            | Individuele tijdrit | Filippo Ganna      | Team INEOS Grenadiers  | Filippo Ganna      |
| 4 oktober  | 2       | Alcamo – Agrigento                        | 150,0           | Heuvelrit           | Diego Ulissi       | UAE Team Emirates      | Filippo Ganna      |
| 5 oktober  | 3       | Enna – Etna                               | 150,0           | Bergrit             | Jonathan Caicedo   | EF Education First     | João Almeida       |
| 6 oktober  | 4       | Catania – Villafranca Tirrena             | 140,0           | Heuvelrit           | Arnaud Démare      | Groupama-FDJ           | João Almeida       |
| 7 oktober  | 5       | Mileto – Camigliatello Silano             | 225,0           | Heuvelrit           | Filippo Ganna      | Team INEOS Grenadiers  | João Almeida       |
| 8 oktober  | 6       | Castrovillari – Matera                    | 189,0           | Heuvelrit           | Arnaud Démare      | Groupama-FDJ           | João Almeida       |
| 9 oktober  | 7       | Matera – Brindisi                         | 143,0           | Vlakke rit          | Arnaud Démare      | Groupama-FDJ           | João Almeida       |
| 10 oktober | 8       | Giovinazzo – Vieste                       | 200,0           | Heuvelrit           | Alex Dowsett       | Israel Start-Up Nation | João Almeida       |
| 11 oktober | 9       | San Salvo – Roccaraso                     | 208,0           | Bergrit             | Ruben Guerreiro    | EF Education First     | João Almeida       |
| 12 oktober | Rustdag | Rustdag                                   | Rustdag         | Rustdag             | Rustdag            | Rustdag                | Rustdag            |
| 13 oktober | 10      | Lanciano – Tortoreto                      | 177,0           | Heuvelrit           | Peter Sagan        | BORA-hansgrohe         | João Almeida       |
| 14 oktober | 11      | Porto Sant'Elpidio – Rimini               | 182,0           | Vlakke rit          | Arnaud Démare      | Groupama-FDJ           | João Almeida       |
| 15 oktober | 12      | Cesenatico – Cesenatico                   | 204,0           | Heuvelrit           | Jhonatan Narváez   | Team INEOS Grenadiers  | João Almeida       |
| 16 oktober | 13      | Cervia – Monselice                        | 192,0           | Vlakke rit          | Diego Ulissi       | UAE Team Emirates      | João Almeida       |
| 17 oktober | 14      | Conegliano – Valdobbiadene                | 34,1            | Individuele tijdrit | Filippo Ganna      | Team INEOS Grenadiers  | João Almeida       |
| 18 oktober | 15      | Luchtbasis Rivolto – Piancavallo          | 185,0           | Bergrit             | Tao Geoghegan Hart | Team INEOS Grenadiers  | João Almeida       |
| 19 oktober | Rustdag | Rustdag                                   | Rustdag         | Rustdag             | Rustdag            | Rustdag                | Rustdag            |
| 20 oktober | 16      | Udine – San Daniele del Friuli            | 229,0           | Heuvelrit           | Jan Tratnik        | Bahrain McLaren        | João Almeida       |
| 21 oktober | 17      | Bassano del Grappa – Madonna di Campiglio | 203,0           | Bergrit             | Ben O'Connor       | NTT Pro Cycling        | João Almeida       |
| 22 oktober | 18      | Pinzolo – Laghi di Cancano                | 207,0           | Bergrit             | Jai Hindley        | Team Sunweb            | Wilco Kelderman    |
| 23 oktober | 19      | Morbegno Abbiategrasso – Asti             | 251,0 124,5     | Vlakke rit          | Josef Černý        | CCC Team               | Wilco Kelderman    |
| 24 oktober | 20      | Alba – Sestriere                          | 181,0           | Bergrit             | Tao Geoghegan Hart | Team INEOS Grenadiers  | Jai Hindley        |
| 25 oktober | 21      | Cernusco sul Naviglio – Milaan            | 15,7            | Individuele tijdrit | Filippo Ganna      | Team INEOS Grenadiers  | Tao Geoghegan Hart |
| Datum      | Etappe  | Start – Finish                            | Afstand (in km) | Type                | Winnaar            | Ploeg                  | Klassementsleider  |

## Klassementenverloop
| Etappe      | Winnaar            | Algemeen klassement | Puntenklassement | Bergklassement    | Jongerenklassement     | Ploegenklassement     |
| 1           | Filippo Ganna      | Filippo Ganna       | Filippo Ganna1   | Rick Zabel        | Filippo Ganna2, 3      | Team INEOS Grenadiers |
| 2           | Diego Ulissi       | Filippo Ganna       | Diego Ulissi     | Peter Sagan       | Filippo Ganna2, 3      | Team INEOS Grenadiers |
| 3           | Jonathan Caicedo   | João Almeida        | Diego Ulissi     | Jonathan Caicedo  | João Almeida4, 5, 6, 7 | Deceuninck–Quick-Step |
| 4           | Arnaud Démare      | João Almeida        | Peter Sagan      | Jonathan Caicedo  | João Almeida4, 5, 6, 7 | Deceuninck–Quick-Step |
| 5           | Filippo Ganna      | João Almeida        | Peter Sagan      | Filippo Ganna     | João Almeida4, 5, 6, 7 | Deceuninck–Quick-Step |
| 6           | Arnaud Démare      | João Almeida        | Arnaud Démare    | Filippo Ganna     | João Almeida4, 5, 6, 7 | Deceuninck–Quick-Step |
| 7           | Arnaud Démare      | João Almeida        | Arnaud Démare    | Filippo Ganna     | João Almeida4, 5, 6, 7 | Deceuninck–Quick-Step |
| 8           | Alex Dowsett       | João Almeida        | Arnaud Démare    | Filippo Ganna     | João Almeida4, 5, 6, 7 | Team INEOS Grenadiers |
| 9           | Ruben Guerreiro    | João Almeida        | Arnaud Démare    | Ruben Guerreiro   | João Almeida4, 5, 6, 7 | Team INEOS Grenadiers |
| 10          | Peter Sagan        | João Almeida        | Arnaud Démare    | Ruben Guerreiro   | João Almeida4, 5, 6, 7 | Team INEOS Grenadiers |
| 11          | Arnaud Démare      | João Almeida        | Arnaud Démare    | Ruben Guerreiro   | João Almeida4, 5, 6, 7 | Team INEOS Grenadiers |
| 12          | Jhonatan Narváez   | João Almeida        | Arnaud Démare    | Ruben Guerreiro   | João Almeida4, 5, 6, 7 | Team INEOS Grenadiers |
| 13          | Diego Ulissi       | João Almeida        | Arnaud Démare    | Ruben Guerreiro   | João Almeida4, 5, 6, 7 | Team INEOS Grenadiers |
| 14          | Filippo Ganna      | João Almeida        | Arnaud Démare    | Ruben Guerreiro   | João Almeida4, 5, 6, 7 | Team INEOS Grenadiers |
| 15          | Tao Geoghegan Hart | João Almeida        | Arnaud Démare    | Giovanni Visconti | João Almeida4, 5, 6, 7 | Team INEOS Grenadiers |
| 16          | Jan Tratnik        | João Almeida        | Arnaud Démare    | Giovanni Visconti | João Almeida4, 5, 6, 7 | Team INEOS Grenadiers |
| 17          | Ben O'Connor       | João Almeida        | Arnaud Démare    | Ruben Guerreiro   | João Almeida4, 5, 6, 7 | Team INEOS Grenadiers |
| 18          | Jai Hindley        | Wilco Kelderman     | Arnaud Démare    | Ruben Guerreiro   | Jai Hindley8           | Team INEOS Grenadiers |
| 19          | Josef Černý        | Wilco Kelderman     | Arnaud Démare    | Ruben Guerreiro   | Jai Hindley8           | Team INEOS Grenadiers |
| 20          | Tao Geoghegan Hart | Jai Hindley         | Arnaud Démare    | Ruben Guerreiro   | Jai Hindley8           | Team INEOS Grenadiers |
| 21          | Filippo Ganna      | Tao Geoghegan Hart  | Arnaud Démare    | Ruben Guerreiro   | Tao Geoghegan Hart     | Team INEOS Grenadiers |
| Eindstanden | Eindstanden        | Tao Geoghegan Hart  | Arnaud Démare    | Ruben Guerreiro   | Tao Geoghegan Hart     | Team INEOS Grenadiers |

1 De paarse trui werd in de tweede etappe gedragen door João Almeida, tweede in het klassement achter rozetruidrager Filippo Ganna.
2 De witte trui werd in de tweede etappe gedragen door Mikkel Bjerg, derde in het klassement achter leider Filippo Ganna en nummer twee João Almeida.
3 De witte trui werd in de derde etappe gedragen door João Almeida, tweede in het klassement achter rozetruidrager Filippo Ganna.
4 De witte trui werd in de vierde t/m de tiende etappe gedragen door Harm Vanhoucke, tweede in het klassement achter rozetruidrager João Almeida.
5 De witte trui werd in de elfde t/m de veertiende etappe gedragen door Jai Hindley, tweede in het klassement achter rozetruidrager João Almeida.
6 De witte trui werd in de vijftiende etappe gedragen door Brandon McNulty, tweede in het klassement achter rozetruidrager João Almeida.
7 De witte trui werd in de zestiende t/m de achttiende etappe gedragen door Jai Hindley, tweede in het klassement achter rozetruidrager João Almeida.
8 De witte trui werd in de eenentwintigste etappe gedragen door Tao Geoghegan Hart, tweede in het klassement achter rozetruidrager Jai Hindley.

## Eindklassementen

### Algemeen klassement
| Plaats    | Naam                | Ploeg                 | Tijd       |
| --------- | ------------------- | --------------------- | ---------- |
| Roze trui | Tao Geoghegan Hart  | Team INEOS Grenadiers | 85u40'21"  |
| 2         | Jai Hindley         | Team Sunweb           | + 39"      |
| 3         | Wilco Kelderman     | Team Sunweb           | + 1'29"    |
| 4         | João Almeida        | Deceuninck–Quick-Step | + 2'57"    |
| 5         | Peio Bilbao         | Bahrain McLaren       | + 3'09"    |
| 6         | Jakob Fuglsang      | Astana Pro Team       | + 7'02"    |
| 7         | Vincenzo Nibali     | Trek-Segafredo        | + 8'15"    |
| 8         | Patrick Konrad      | BORA-hansgrohe        | + 8'42""   |
| 9         | Fausto Masnada      | Deceuninck–Quick-Step | + 9'57"    |
| 10        | Hermann Pernsteiner | Bahrain McLaren       | + 11'05"   |
|           |                     |                       |            |
| 28        | Pieter Serry        | Deceuninck–Quick-Step | + 1u30'54" |

### Nevenklassementen
| Puntenklassement |                    |                       |        |
| Plaats           | Naam               | Ploeg                 | Punten |
| Paarse trui      | Arnaud Démare      | Groupama-FDJ          | 233    |
| 2                | Peter Sagan        | BORA-hansgrohe        | 184    |
| 3                | João Almeida       | Deceuninck–Quick-Step | 108    |
| 4                | Josef Černý        | CCC Team              | 87     |
| 5                | Andrea Vendrame    | AG2R-La Mondiale      | 78     |
|                  |                    |                       |        |
| 11               | Victor Campenaerts | NTT Pro Cycling       | 58     |
| 13               | Wilco Kelderman    | Team Sunweb           | 49     |

| Bergklassement |                    |                       |        |
| Plaats         | Naam               | Ploeg                 | Punten |
| Blauwe trui    | Ruben Guerreiro    | EF Education First    | 234    |
| 2              | Tao Geoghegan Hart | Team INEOS Grenadiers | 157    |
| 3              | Thomas De Gendt    | Lotto Soudal          | 122    |
| 4              | Rohan Dennis       | Team INEOS Grenadiers | 119    |
| 5              | Ben O'Connor       | NTT Pro Cycling       | 71     |
|                |                    |                       |        |
| 7              | Wilco Kelderman    | Team Sunweb           | 55     |

| Jongerenklassement |                    |                       |            |
| Plaats             | Naam               | Ploeg                 | Tijd       |
| Witte trui         | Tao Geoghegan Hart | Team INEOS Grenadiers | 85u40'21"  |
| 2                  | Jai Hindley        | Team Sunweb           | + 39"      |
| 3                  | João Almeida       | Deceuninck–Quick-Step | + 2'57"    |
| 4                  | Sergio Samitier    | Movistar Team         | + 35'29"   |
| 5                  | James Knox         | Deceuninck–Quick-Step | + 37'41"   |
|                    |                    |                       |            |
| 9                  | Sam Oomen          | Team Sunweb           | + 1u03'46" |
| 19                 | Harm Vanhoucke     | Lotto Soudal          | + 2u55'25" |

| Ploegenklassement (tijd) |                       |            |
| Plaats                   | Ploeg                 | Tijd       |
| 1                        | Team INEOS Grenadiers | 257u15'58" |
| 2                        | Deceuninck–Quick-Step | + 22u32"   |
| 3                        | Team Sunweb           | + 28'50"   |
| 4                        | Bahrain McLaren       | + 32'50"   |
| 5                        | BORA-hansgrohe        | + 1u12'34" |

1e etappe ·
2e etappe ·
3e etappe ·
4e etappe ·
5e etappe ·
6e etappe ·
7e etappe ·
8e etappe ·
9e etappe ·
10e etappe ·
11e etappe ·
12e etappe ·
13e etappe ·
14e etappe ·
15e etappe ·
16e etappe ·
17e etappe ·
18e etappe ·
19e etappe ·
20e etappe ·
21e etappe
Startlijst · Eindstanden · Afbeeldingen
 winnaars · 
roze trui · 
  puntenklassement · 
  bergklassement · 
 jongerenklassement · 
 intergiro · 
 ploegenklassement · 
 strijdlust · 
 zwarte trui
Giro d'Italia Next Gen · Giro Donne · Cima Coppi
 Belgische rozetruidragers · etappewinnaars
 Nederlandse rozetruidragers · etappewinnaars
Mannen:
1909 · 
1910 · 
1911 · 
1912 · 
1913 · 
1914 · 
1919 · 
1920 · 
1921 · 
1922 · 
1923 · 
1924 · 
1925 · 
1926 · 
1927 · 
1928 · 
1929 · 
1930 · 
1931 · 
1932 · 
1933 · 
1934 · 
1935 · 
1936 · 
1937 · 
1938 · 
1939 · 
1940 · 
1946 · 
1947 · 
1948 · 
1949 · 
1950 · 
1951 · 
1952 · 
1953 · 
1954 · 
1955 · 
1956 · 
1957 · 
1958 · 
1959 · 
1960 · 
1961 · 
1962 · 
1963 · 
1964 · 
1965 · 
1966 · 
1967 · 
1968 · 
1969 · 
1970 · 
1971 · 
1972 · 
1973 · 
1974 · 
1975 · 
1976 · 
1977 · 
1978 · 
1979 · 
1980 · 
1981 · 
1982 · 
1983 · 
1984 · 
1985 · 
1986 · 
1987 · 
1988 · 
1989 · 
1990 · 
1991 · 
1992 · 
1993 · 
1994 · 
1995 · 
1996 · 
1997 · 
1998 · 
1999 · 
2000 · 
2001 · 
2002 · 
2003 · 
2004 · 
2005 · 
2006 · 
2007 · 
2008 · 
2009 · 
2010 · 
2011 · 
2012 · 
2013 · 
2014 · 
2015 · 
2016 · 
2017 · 
2018 · 
2019 · 
2020 · 
2021 · 
2022 · 
2023 · 
2024 · 
2025
Vrouwen:
1988 · 
1989 · 
1990 · 
1991 ·
1992 ·
1993 · 
1994 · 
1995 · 
1996 · 
1997 · 
1998 · 
1999 · 
2000 · 
2001 · 
2002 · 
2003 · 
2004 · 
2005 · 
2006 · 
2007 · 
2008 · 
2009 · 
2010 · 
2011 · 
2012 ·
2013 · 
2014 ·
2015 ·
2016 ·
2017 ·
2018 ·
2019 ·
2020 ·
2021 ·
2022 ·
2023 ·
2024 ·
2025
Tour Down Under ·
Great Ocean Road Race ·
Ronde van de Verenigde Arabische Emiraten ·
Omloop Het Nieuwsblad ·
Parijs-Nice · 
Strade Bianche ·
Ronde van Polen ·
Milaan-San Remo ·
Ronde van Lombardije ·
Critérium du Dauphiné ·
Bretagne Classic ·
Ronde van Frankrijk ·
Tirreno-Adriatico · 
BinckBank Tour ·
Waalse Pijl ·
Ronde van Italië ·
Luik-Bastenaken-Luik ·
Gent-Wevelgem ·
Ronde van Vlaanderen ·
Ronde van Spanje ·
Driedaagse Brugge-De Panne

afgelaste wedstrijden: Parijs-Roubaix ·
Ronde van Guangxi ·
Ronde van Catalonië ·
E3 BinckBank Classic ·
Dwars door Vlaanderen ·
Ronde van het Baskenland ·
Eschborn-Frankfurt ·
Ronde van Romandië ·
Ronde van Zwitserland ·
Clásica San Sebastián ·
RideLondon Classic ·
EuroEyes Cyclassics ·
GP Quebec ·
GP Montreal ·
Amstel Gold Race